# Coro Alcazaba

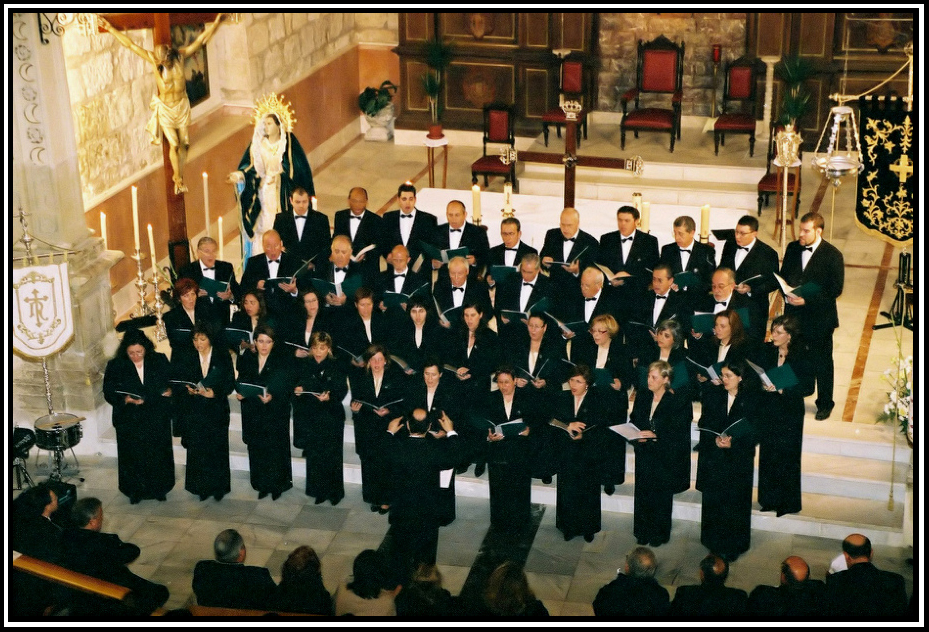

El Coro "Alcazaba" es una agrupación coral española con sede en la ciudad de Baza (Provincia de Granada). Es un coro mixto a cuatro voces, y consta de unos 50 componentes, agrupados en:
- Bajos: 9.
- Tenores: 9.
- Contraltos: 12.
- Sopranos: 15.

## Historia
Fue fundado en 1977 por José Salinas. Su presentación y primer Concierto se celebraron en la Navidad de 1978. La muerte accidental de su Director en 2005 supuso un duro golpe, del que se han recuperado, gracias a la iniciativa de su hermano, Eusebio Salinas, que actualmente ejerce la Dirección del grupo.
Su repertorio se compone de polifonía clásica, fundamentalmente religiosa (siglos XVI al XVIII) y obras del folclore mundial (sudamericano en especial), habiéndose especializado en canciones de Federico García Lorca.
Siete años después de su fundación obtuvo el título de 'Mejor Coro Juvenil Andaluz' por su "madura sensibilidad interpretativa", según la crítica, y representando a Andalucía en un encuentro de carácter nacional.
Son frecuentes sus intervenciones en Baza y su comarca, así como en Granada y sus provincias limítrofes, y han actuado, entre otros certámenes, en:
- "XXXV Certamen Internacional de Habaneras y Polifonía" (Torrevieja, provincia de Alicante).
- Semana de Música Coral de Granada (Granada, Capilla Real).
- "XV Certamen Coral de Cocentaina" (Alicante): coro finalista.
- "X, XI y XII Encuentros Corales de Navidad", en el Auditorio Manuel de Falla de Granada.
- Participación en las Jornadas de la Final de los Campeonatos Mundiales de Esquí Alpino 1996.
- Homenaje a su trayectoria en el "IX Encuentro Provincial de Polifonía" (Nigüelas, Granada).
- "III Festival Internacional de Música" en Baza (Granada), interviniendo con la Orquesta Filarmónica "Oltenia", de Craiova (Rumanía).
- "XIII Encuentro Provincial de Coros", en Granada.
- "XXIII Certamen de Polifonía y Villancicos Villa de Rojales" (Alicante). Premio '"Mejor Interpretación"'.
- Conciertos anuales de Navidad y Semana Santa en Baza.
- "I Concierto de Primavera" en Baza, en régimen de intercambio con el "Cor de La Canyada", de Valencia.
- "IX Trobada dels Cors de la Comunitat Valenciana", celebrada en Villarreal (provincia de Castellón), con actuaciones en Valencia (la Lonja y la Catedral).
- Reconocimiento a su trayectoria por el Ayuntamiento bastetano, que le otorgó en julio de 2008 el Premio "Dama de Baza" a la Cultura.
- En noviembre de este mismo año, Concierto de clausura de los Actos conmemorativos del III Centenario del nacimiento del escultor barroco accitano Torcuato Ruíz del Peral, celebrado en la Catedral de Guadix.
- En marzo de 2009, intervención en el "VI Ciclo de Música Sacra" de Almería, organizado por el Ayuntamiento de esta ciudad y el Obispado.

Han realizado giras por Francia (París, Basílica de Saint Eustache) e Italia (Monasterio de Asís, Santa María la Mayor, Roma). En esta última realizaron una intervención ante el Papa Juan Pablo II.
Entre los acontecimientos polifónicos que han protagonizado se encuentran:
- Junto con la Orquesta Ciudad de Granada, estreno de la Misa de Martín Arnedo, con motivo de los Actos de Coronación Canónica de Nuestra Señora de las Angustias de Santa María de la Alhambra.
- Con la misma Orquesta, dirigida por Sánchez Ruzafa, interpretación del Miserere, de Vicente Palacios.
- Estreno en España de la 'Sinfonía Fúnebre y Triunfal', de Héctor Berlioz.
- 2007: Estreno en Baza del 'Réquiem en re menor K 626' de Wolfgang Amadeus Mozart, junto con la Orquesta "José Salinas", bajo la dirección de R. D. Llorente.
- En 2008 volvió a interpretar el 'Réquiem' de Mozart en Baza y Níjar (Almería), esta vez con la nueva Orquesta Ciudad de Baza, bajo la dirección del mencionado R. D. Llorente.
- En diciembre de este año ha ofrecido en Baza un Concierto Extraordinario conmemorativo de su XXX Aniversario junto con el Grupo de Cámara de la Orquesta "Ciudad de Baza", la soprano Elena Simionov y el tenor Alfonso

Coincidiendo con los veinte años de su fundación, el Coro "Alcazaba" ha instituido los Premios Alcazaba, para premiar a personas o entidades de reconocido prestigio en el terreno de la polifonía o que hayan realizado aportaciones de interés a este campo.

## Grabaciones
Han grabado dos CD:
- Andalucía, verso a verso, con obras de Lorca y Antonio Machado.
- ¡Gloria!, villancicos populares de diversos países.
- En vídeo han grabado el Réquiem en re menor K. 626, de W. A. Mozart.

- Datos: Q5395841